# Olympische Jugend-Winterspiele 2024/Teilnehmer (Vereinigte Arabische Emirate)
| Gelbes Symbol für Goldmedaillen mit stilisierten Olympischen Ringen | Graues Symbol für Silbermedaillen mit stilisierten Olympischen Ringen | Braundes Symbol für Bronzemedaillen mit stilisierten Olympischen Ringen |
| ------------------------------------------------------------------- | --------------------------------------------------------------------- | ----------------------------------------------------------------------- |
| —                                                                   | —                                                                     | —                                                                       |

Die Vereinigten Arabischen Emirate nahmen an den Olympischen Jugend-Winterspielen 2024 in der südkoreanischen Provinz Gangwon mit 2 Athleten teil. Es war dies das erste Mal, dass das Land an einer Form der Olympischen Winterspiele teilnahm.

## Teilnehmer nach Sportart

### Ski Alpin
| Athleten           | Wettbewerb   | Lauf 1  | Lauf 1 | Lauf 2      | Lauf 2 | Gesamt      | Gesamt |
| Athleten           | Wettbewerb   | Zeit    | Rang   | Zeit        | Rang   | Zeit        | Rang   |
| ------------------ | ------------ | ------- | ------ | ----------- | ------ | ----------- | ------ |
| Männer             |              |         |        |             |        |             |        |
| Alexander Astridge | Riesenslalom | DNS     | DNS    | DNS         | DNS    | DNS         | DNS    |
| Alexander Astridge | Slalom       | 58,44 s | 57     | 1:07,06 min | 38     | 2:05,50 min | 38     |

### Snowboard
| Athleten         | Wettbewerb | Qualifikation | Qualifikation | Finale        | Finale        | Rang |
| Athleten         | Wettbewerb | Punkte        | Rang          | Punkte        | Rang          | Rang |
| ---------------- | ---------- | ------------- | ------------- | ------------- | ------------- | ---- |
| Amenah Almuhairi | Slopestyle | 6,00          | 19            | ausgeschieden | ausgeschieden | 19   |
| Amenah Almuhairi | Big Air    | 29,75         | 18            | ausgeschieden | ausgeschieden | 18   |